# Eugeni Gay i Montalvo
Eugeni Gay i Montalvo (Barcelona, 13 de març de 1946) és un advocat que fou vicepresident del Tribunal Constitucional d'Espanya, essent-ne membre entre 2001 i 2012. Ha participat i ha exercit càrrecs de responsabilitat en diversitat d'organismes, alguns promoguts per ell mateix, tant a Catalunya com a nivell estatal o internacional.

## Recorregut professional
Es llicencià per la Universitat de Barcelona el 1970. L'any següent creà el despatx Gay-Vendrell, amb el seu germà Leopold i l'advocat Eudald Vendrell. El 1973 es graduà en dret comparat per la Facultat de Dret comparat d'Estrasburg. Especialitzat en dret civil i mercantil, és membre del Col·legi d'Advocats de Barcelona i, entre d'altres, membre numerari de l'Acadèmia de Jurisprudència i Legislació de Catalunya, membre de la "Société Internationale de l'Histoire de la Profession d'Advocat" i de la "Société de Législation Comparée".
També ha estat membre del Consell Assessor per al Desenvolupament Sostenible (CADS) de la Generalitat de Catalunya (1998-2001), del Consell de la Informació de Catalunya (CIC) del Col·legi de Periodistes de Catalunya (1997-2001), del Patronat de la Fundació de la Junta Constructora del Temple Expiatori de la Sagrada Família (1999-2001) i patró de la Universitat Ramon Llull (1997-2001).
L'abril de 1987 havia format part de la comissió encarregada de la traducció al català de textos bàsics del Consell d'Europa, la Carta Social Europea i el Conveni europeu per a la protecció dels Drets Humans, traduccions que foren les primeres oficials en català d'aquests textos.
En diverses ocasions, fins al 2001, va ser àrbitre de la Comissió Internacional de Comerç de París.

## Càrrecs exercits
- Secretari general i president del Secretariat de Juristes Catòlics Pax Romana (1987-1988).
- President de l'Associació Catalana d’Arbitratge (1989-97), que té al seu càrrec el Tribunal Arbitral de Barcelona (TAB).
- Primer president, i membre fundador, de la Federació de Col·legis d'Advocats d'Europa (FBE) (1992-1993).
- Degà de l'Il·lustre Col·legi d'Advocats de Barcelona (ICAB) (1989-1997).
- President del Consell General de l'Advocacia Espanyola, membre del Consell d'Estat i president de la Unió Professional d’Advocats (1993-2001).
- Vicepresident de l'Associació Internacional de Dret de l’Esport (IASL) (1994-2001).
- Vicepresident del Tribunal Constitucional d'Espanya (2011-2012).
- Membre del consell d'administració de CriteriaCaixa (2017-2021)
- Patró de la Fundació Bancària La Caixa (2014-)[3]

## Actuacions relacionades amb els drets humans
- Fundador de l'Institut de Drets Humans de Catalunya (1983) i el seu primer director fins al 2001.
- Va participar en missions internacionals de drets humans a Xile, amb motiu de la declaració de l'estat de setge (1986), i a Colòmbia, arran de l’actuació de la policia i l'exèrcit enfront al narcotràfic (1988).
- President de la Comissió de Drets Humans de la Federació de Col·legis d’Advocats d’Europa (1993-2001).
- Promotor de les jornades sobre "Drets Humans, Democràcia i Terrorisme" arran dels assassinats per ETA de Fernando Múgica Herzog i Francisco Tomàs i Valiente (1996).
- President de la Comissió de Drets Humans de l'Union Internationale des Advocats (UIA) (1997-2001).
- Promotor de la "Declaració dels professionals de la justícia contra el racisme" (1997), projecte seleccionat per la Comissió Europea com un dels 10 millors desenvolupats en l'Any europeu contra el racisme.

## Tribunal Constitucional d'Espanya
Va entrar com a magistrat del Tribunal Constitucional d'Espanya l’any 2001. Hi va destacar per la seva defensa de l'Estatut d'Autonomia de Catalunya de 2006. La sentència 31/2010 del Tribunal Constitucional, de 28 de juny de 2010, sobre l’Estatut, té el seu vot particular on discrepa amb la part d'aquesta en què es diu, en relació amb el preàmbul, que les referències a "Catalunya com a nació" i a "la realitat nacional de Catalunya" que hi figuren no tenen eficàcia jurídica interpretativa i s'al·ludeix a la indissoluble unitat d'Espanya.
Dins d'altres anomalies de renovació del Tribunal, en caducar el seu mandat el novembre del 2010 va seguir sent-ne membre en funcions i el gener del 2011, coincidint amb l'accés de Pasqual Sala a la presidència del Tribunal Constitucional, en fou elegit vicepresident. No obstant això, al juny del 2011 presentà la dimissió juntament amb dos magistrats més, dimissió que no fou acceptada pel president fins al juny del 2012, que fou rellevat del càrrec.

## Premis i reconeixements
Entre altres:
- Creu d’Honor (1990) i Gran Creu (2005) de l'Orde Civil de Sant Raimon de Penyafort (patró dels juristes) del Ministeri de Justícia d'Espanya.
- Gran Creu del Mèrit en el Servei de l’Advocacia (1996).
- Cavaller de l’Orde Nacional de la Legió d’Honor de la presidència francesa (1995).
- Cavaller de l'Orde al Mèrit de la República Italiana (1995).
- Conseller d'honor del consells de l'advocacia de Galícia i de València.
- Diversos col·legis d'advocats l'han nomenat degà d'honor (Santa Cruz de Tenerife) o col·legiat d'honor (Lucena, Sabadell).